# Branislav Jovanović
Branislav Jovanović (in serbo Бранислав Јовановић?; Belgrado, 21 settembre 1985) è un ex calciatore serbo, di ruolo centrocampista.

## Carriera
Ha esordito in nazionale il 7 giugno 2011, subentrando a Dejan Stanković nell’amichevole giocata contro l’Australia e terminata 0-0.